# Halciîn, Berdîciv
Halciîn (în ucraineană Гальчин) este localitatea de reședință a comunei Halciîn din raionul Berdîciv, regiunea Jîtomîr, Ucraina.
Localitatea face parte din regiunea istorică Volânia, iar după tratatul de pace de la Riga din 1921 a devenit parte a Uniunii Sovietice.

## Demografie
Componența lingvistică a localității Halciîn
     Ucraineană (97,42%)
     Rusă (2,58%)
Conform recensământului din 2001, majoritatea populației localității Halciîn era vorbitoare de ucraineană (97,42%), existând în minoritate și vorbitori de rusă (2,58%).